# Plagiochila taona
Plagiochila taona là một loài rêu trong họ Plagiochilaceae. Loài này được Stephani mô tả khoa học đầu tiên năm 1921.
Danh pháp khoa học của loài này chưa được làm sáng tỏ. 